# 舞勇伝キタキタ
『舞勇伝キタキタ』（ぶゆうでんキタキタ）は、衛藤ヒロユキによる日本の漫画作品。スクウェア・エニックスのウェブコミック配信サイト『ガンガンONLINE』で2008年10月2日更新分から2012年10月4日更新分まで連載された。話数カウントは「第○蓑」（2012年11月から本編の続編『魔法陣グルグル2』の連載が開始）。
1992年から2003年まで『月刊少年ガンガン』で連載されていた『魔法陣グルグル』のスピンオフ作品であり、単行本の表題は『魔法陣グルグル外伝 舞勇伝キタキタ』となっている。略称は「キタキタ」。なお「武勇伝キタキタ」は誤字である。

## ストーリー
都からはるか東に位置する寒村・コレモ村では、「キタキタ」と呼ばれる幻獣が「決して起こしてはならない恐ろしい神」として適当に祀られていた。
ある日、伝説の勇者・ニケに憧れる村の少年・チキは、勇者の役に立ったと言われる伝説の幻獣・キタキタを呼び出そうとし、その夜にキタキタの正体であるキタキタおやじことアドバーグ・エルドルと遭遇する。当初は彼をただの変態だと思っていたが、村を襲撃した魔物を躍りで撃退したことに感動したチキは、アドバーグに「自分と一緒に旅をして欲しい」と頼み込み、コレモ村を旅立った。
モヨリ城に辿り着いた二人は、王女ルータが魔物に攫われた事を知り、チキの秘められた力が発揮された事で無事助け出す事に成功した。しかし数日後の夜、城の舞踏会に魔法使いガガルが乱入し、城内の者達を石化させてしまう。偶然石化を免れたルータ王女は石化された人達を元に戻すためにパーティに加入。一行はガガルの本拠地である「ドレーヌ谷」へ向かうのだった。

## 登場人物

### 主要人物
アドバーグ・エルドル / キタキタ親父
本作品の主人公。1月1日生まれ。キタの町の町長で宿屋の経営者であったが、町の伝統芸能であるキタキタ踊りが少子化により途絶えることに危機感を抱き、踊りの後継者を捜し求めて旅をしている。
上半身裸に腰簑と言うスタイルのため、行く先々で変質者や魔物に間違われることが多い。
しかし、戦闘では軽装に反して耐久力が非常に高く（ただし、寒さには弱い）、並の魔物であれば踊りであっさり撃退するが、あくまで本人は「キタキタ踊りの力」であると言い張る。
上半身が沼にはまってもスネさえ出ていれば「スネ呼吸」で切り抜けられるなど、化け物じみた部分がある。
キタキタ踊りの知名度を上げるため、最奥にある石像に名前を刻むことで勇者になれる「地獄のどうくつ」に挑み、見事成功し一時的に勇者になってしまっていた。
現在の自称年齢は44歳。年齢の割に体が柔らかく、立位体前屈や両手を背中に回してつなぐなどの「お達者なポーズ」ができる。
チキ
両親を魔物に殺害され、コレモ村の村長の養子となっている少年。13歳。伝説の勇者・ニケに憧れている。学校の歴史の授業で習った「キタキタ」に興味を抱いたところでキタキタおやじに遭遇し、勇者となるために自分と旅をして欲しいとおやじに頼み込む。キタキタ踊りに関しては一般人同様あまり快く思っていない。
旅の初心者であるため、当初は武器屋のおやじに「最初はみんなそれからはじめる」と勧められて、武器はこんぼうを使用していた。のちにヒダリノ村で『ドラゴンこんぼう』に買い替えて装備しなおした。
キタキタおやじに踊りを執拗に見せられることによって、我を忘れてキレる「キタキタのめざめ」によって内に潜む力を解放し、ボスをも一撃で倒すほどの「キタキタこんぼう」を発動する（「〜めざめ」「〜こんぼう」共にキタキタおやじが命名）。
「地獄のどうくつ」にてキタキタおやじに勇者として名前を書かれ、ついに勇者となる。が、勇者になるとチキのとった行動がいちいち「神の声」によって周囲に轟きわたってしまうため、とても迷惑している。
ルータ / ルウ
モヨリ王国の国王ワレモ5世の次女で、モヨリ王国王女。13歳。一見すれば可愛らしい少女であるが、メケメケをこよなく愛し、城の自室で大量に飼育している。また、自室に妙な置物を多数置いていたり、更にはキタキタ踊りに感銘を受けるなど、一風変わった趣味を持っている。しかし、王女としての礼儀作法や常識は持ち合わせており、また真面目で心優しい一面もある。
悪魔・ジョバンセンにさらわれゴレイアの洞窟に捕らわれていたが、キタキタおやじ一行に助けられた。その後、政略結婚がからむ舞踏会に参加させられたが、舞踏会に乱入したキタキタおやじと共に城を抜け出したのが幸いして、大魔法使い・ガガルの襲撃を免れる。
ガガルによって石化された父王たちを元に戻すためにオヤジとチキのパーティに加わり、共に旅をすることになる。旅に出る際に、キタキタおやじの勧めで王女だと分からないように変装し、「ルウ」という偽名を用いるようになる。
キタキタおやじの奇行には引いてしまう事はあるものの、彼を立派な人物と評している。
戦闘では、父がキタキタ踊りを忘れさせようとして学ばせた「くっつけ魔法」を使用する。後に魔法使いザカルフの魔法のカツラで、イメージが具現化する魔法を使用できるようになった。

### 主要人物の仲間たち
ライド
ルータ姫救出に参加した、勇者を目指す剣士の青年。幼馴染であるレミアとの掛け合いは、キタキタおやじに「軽妙で寒い」と称された。その後も罠にかかった所を助けられるなど、おやじ達とは何かと縁がある。
雑魚程度の魔物なら一撃で倒すほどの実力を持つが、ボスクラスの敵には苦戦していた。戦闘では剣をどこからともなく出す。剣に火を纏わせて攻撃することもできる。
レミア
ライドと共に旅をしている魔法使いの女性。光魔法の使い手で、攻撃呪文のほか追跡魔法などの補助魔法も使える。
グラディ
セブレ王国出身の勇者修行中の光の者。得意技は光魔法「かっこいいポーズ」だが、着地は未完成。ページの右上のコマをとることに対して強いこだわりがある。
当初は人獣ウルフルフ、ゴーレムのドカンクス、幻獣ファンカーを仲間にしていたが、あまりにも強力すぎるパーティのために刺激が足りず、パーティを解散してひとり勇者になる。しかしなぜか行く先々でオヤジと出くわすはめになる。
ギップル
風の精霊。『魔法陣グルグル』本編内でギップルと同じ姿の風の精霊が数多く登場しているが、かつてニケやククリといっしょに旅をしたギップル本人。
前作での活躍については魔法陣グルグルの登場人物を参照。
オヤジのことも当然覚えているが、やはり敬遠している。

### その他の人物
ワレモ5世
モヨリ国王でルータ王女の父親。現在魔王ガガルの魔法によって石化している。
ゾラ
モヨリ城の王宮魔術師。ルータ王女に魔法を教え、国に伝わる魔法アイテムである笛を渡した。
ラメシス
リッチモ王国の王子。顔も性格もあまり良くなく、魔物に襲われた時には言い訳をしたり、他人任せにしようとする。
ルータ王女の許婚となる予定で、モヨリ城の舞踏会に参加した時にルータ王女に一目惚れした。しかし、キタキタ踊りがトラウマとなり、彼女にしつこく言い寄った時にキタキタ踊りで撃退されたことがある。
チュー太
二足歩行の大きなネズミ。魔物だが人間に味方しているという理由でジノービに捕らえられていた。
コバル
ヒダリノ村（本当はミギノ村）のフラフープ名人。常にフラフープを2、3本持ち歩いており、裸でフラフープを回しながら好物の焼肉を食べるという特技を持っている。リータという娘がいる。
イーバン
通りすがりの道具屋。チキたちにガガルの情報を与える。
ドーソン
ヒダリノ村の村長。村人の中では唯一の正直者である。
ザカルフ
ヒダリノ村に住む魔法使い。光の者。かなりの実力者であり、親切でもあるのだがガンコすぎて弟子がいつかなかった。しかしオヤジたちとの一件で、意外にもマントの下は貧相だとか親しみやすさが上がって弟子が集まり始めるようになった。

### 魔術師ガガルと配下達
ガガル
世界征服を目論む大魔法使い。モヨリ城の人々に石化魔法をかけ、その結果城は廃墟と化した。
かつては魔王ギリに直接教えを請うた唯一の人間だったらしい。なぜかしばしば魔王と呼ばれる。
「魔王ギリの弟子」「石化魔法の使い手」など『魔法陣グルグル』本編のドンカマーと共通点が多い。
ブナン
本作で最初に登場した魔物。モヨリ村を襲撃しに来たが、キタキタ踊りによってキタキタおやじが気づかぬ内に倒された。
ヨロレイ
腕が鎧のようになっている亡霊系のザコ魔物。
ジョバンセン
ルータを誘拐した自称「最強悪魔」。ライドとレミアが苦戦するほどの強敵だが、「キタキタのめざめ」によって能力を解放したチキに撃破された。
トーデル
ラメシスを追いかけていた人獣。ルウが初めて見せたくっつき魔法によって倒された。
ドクコウモリ
チュー丘のトンネルに生息しているコウモリ。噛まれると「主役ポジションでも脇役のような外見になり、更に絵が荒れていき、最終的に存在を忘れられる」という毒にかかる（噛まれた本人にその自覚は無い）。またこの時、やたらに死亡フラグを自分から立てようとするようになる。24時間以内にドクトル草を呑むと回復する。
タテジワネズミ
前作から登場している魔物。「おもしろいカッコで当たりボタンをついたら素敵な商品ゲット」という、よく分からない遊びが存在している。
ハバーム
名前の通りキタキタおやじたちの行く手を阻んだ人獣。キタキタおやじの「キタキタメリーゴーラウンド」によって精神的にダウンした。
ジノービ
通称「氷のジノービ」、「顔のない悪魔」。毎日人間の中から一人を選んで顔を真似ており、同じ顔を持つ人間でしか倒す事ができない。ほぼ無敵といえるが、同じ顔の人物のほんの軽い一撃だけで消滅してしまう。
モリベア
ヒダリノ村の西にあるシダールの森に現れた熊型の人獣。コバルの持つ焼肉に釣られて襲い掛かってきたが、「キタキタのめざめ」とキタキタ踊りによる挑発によって倒された。

### その他の魔物
ファグマ
火の悪霊。ザカルフから身を守ったりしている。
メマログ
ドクロスの森に住む、ライライに似た感じの人獣。光のキタキタ踊りを見て逃げ出した。
ドドクロス
ドクロスの森をつかさどる巨大な魔神。スネ毛が魔法アイテムの材料となるドクロスの糸になる。

## 用語

### キタキタ踊り
キタキタ旋風
キタキタ踊りによって自分の周囲の煙を払いのける。これによってガガルの石化魔法を回避していた。
キタキタスパイこらしめ
かつらを外したルウをスパイと勘違いしたキタキタおやじがルウを城壁を貫通するほどの勢いで吹き飛ばした。ルウは「ギャグキャラにしかできないと思っていた『ぶっとばされ』ができた」と喜んでいた。
キタキタメリーゴーラウンド
相手の周囲をキタキタ踊りで高速で回り続ける。脱出しようとしてもキタキタおやじの体の一部が当たるため脱出不可能。キタキタおやじは1時間以上踊り続ける事ができるため、先に相手が参ってしまう。

### 魔法

#### 光魔法
木の葉トルネード
レミアが使用。木の葉を巻き込んだ竜巻を手から発して攻撃する魔法。
導きの石
レミアが使用。対象に発信器（ボール付きヘルメット）を装着させ、手鏡で居場所を特定する。
ホーリー・キャンドル
レミアが使用。両手から炎を発する魔法。
クローバーエリア
周囲をクローバーで包囲する防御魔法。しかしジノービのアイス・トロングブリザードには効果が無かった。
守りのリング
光の輪で悪霊から身を守る防御魔法。ザカルフがファグマから身を守るために発動したが、自分しか守ってなかったのでチキたちに割り込まれた。
森の舟
周辺の木などを使って、空飛ぶ舟を作り出す。
花の舞
きれいな花びらを散らせる。

#### 闇魔法
石化魔法（名称不明）
モヨリ城の住人に対しガガルが使用した。解除するにはガガル本人を倒さねばならない。
『魔法陣グルグル』本編では、ガガルと同じく魔王ギリの弟子とされたドンカマーも石化魔法を使用していた。
アイス・トロングブリザード
ジノービが使用。無数の鋭い氷塊をぶつけ、対象を凍らせると共に、地面から氷塊を出して包囲する。

### アイテム
キタキタゾウ
コレモ村にあるキタキタを適当に祀る像。あまりの適当さにほとんどゴミ置き場と化している。
シンボルの模様がキタキタおやじの足とスネ毛から取ったものであるが、見方によってゾウに見えるため、キタキタゾウと呼ばれている。ゾウではなくアリクイだと言う者もいる。
実は魔除けならぬキタキタ除けとして各地に立てられたもの。
キタキタ踊り見せマシーン
キタキタおやじがチキに踊りを見せるために3万Rをかけて作ったもの。
ダンジョン風の入り口にボタンが付いており、押したものを魔法の腕輪によって壁に捕らえ動けなくし、同時に扉が開き、中からステージにライトアップされたおやじが現れ、嫌でも踊りを見なければならないという一種の拷問機械。
リコの花
『魔法陣グルグル』本編でもおなじみの装備者を一度だけ守ってくれる花。
王女救出の旅へ出発する前にキタキタおやじがチキに買い与えたが、直後の出発記念のキタキタ踊りに反応して砕け散った。
チューストーン
リッチモ一世がチュー丘で大きなネズミを助けた時に、大金持ちにする願いと引き換えに代々祭るよう頼まれた石。
魔物が隠した事でリッチモ王国が急激に貧乏になったが、キタキタおやじ達によって発見され、国も元通りになった。
ドクトル草
ドクコウモリの毒を治療する薬草。キタキタおやじの腰みのに種が紛れ込んでも短時間で花が咲くほどの生命力を持つ。
魔水晶
ガガルがタテジワネズミに与えた水晶。願いを叶える魔力を秘めており、持ち主は願いを叶えた者を自由に操る事ができるようになる。
ドルセラの玉
ミギノ村に伝わる魔法アイテム。近くにいるいい顔のじじいが映る、別名「いい顔のじじいの玉」。
ドラゴンこんぼう
チキがヒダリノ村で買いなおした新装備。龍が巻きついているような派手な見た目をしている。
ただし明確に攻撃力が上がった描写はなく、おやじいわく「しょせんこんぼうはこんぼう」。
マホミルの玉
ヒダリノ村に伝わるアイテム。強い魔力を感知することができる。

### 地名
ゴレイアの洞窟
ルータ王女が捕まっていた洞窟。中にはいくつかの分岐点があり、通称「迷いの洞窟」と呼ばれる。出られなくなってのたれ死にした冒険者は数知れない。
キタキタ踊りの歴史を語り始めたキタキタおやじの吹き出しによってカコミ情報がかき消されたため、その他の詳細は不明。
ミギノ村
うそつきばかりの村で、旅人にはここをヒダリノ村と伝えていた。
実はモグレロに近いためのならず者対策であったが、あまりにおちょくられたオヤジによって「ひとつウソをつくかわりにキタキタ踊りをひとつ」として三ヶ月のキタキタレッスンを村人総出で受けさせられるはめになった。
ヒダリノ村
ミギノ村とは正反対に正直者ばかりの村。

## 単行本
ガンガンコミックスONLINEより刊行。
1. 2009年8月22日初版発行 ISBN 978-4-7575-2611-2
2. 2010年2月22日初版発行 ISBN 978-4-7575-2799-7
3. 2010年10月22日初版発行 ISBN 978-4-7575-3029-4
4. 2011年4月22日初版発行 ISBN 978-4-7575-3200-7
5. 2011年11月22日初版発行 ISBN 978-4-7575-3412-4
6. 2012年6月22日初版発行 ISBN 978-4-7575-3624-1
7. 2012年11月初版発行 ISBN 978-4-7575-3781-1

## 備考
- アニメ『魔法陣グルグル(アニメ3作目)』の「ぷちあにめ劇場 ぼうけんのしょ24」では、キタキタ親父が旅立つと共にこのタイトルに変わった（ただし、アニメ自体のエンディングは『魔法陣グルグル』をふまえたものになっている）。